# Barão de Monte Alto
Barão de Monte Alto is een gemeente in de Braziliaanse deelstaat Minas Gerais. De gemeente telt 5.700 inwoners (schatting 2009).

## Aangrenzende gemeenten
De gemeente grenst aan Muriaé, Palma, Patrocínio do Muriaé, Laje do Muriaé (RJ) en Miracema (RJ).